# Va dire à l'amour
"Va dire à l'amour" ("Vai chamar o Amor") foi a canção que representou o Mónaco no Festival Eurovisão da Canção 1965 que se realizou em Nápoles, Itália, no sábado 20 de março desse ano.
A referida canção foi interpretada em francês por Marjorie Noël. Foi a nona canção a ser interpretada na noite do festival, a seguir à canção belga "Als het weer lente is", interpretada por Lize Marke e antes da canção sueca, "Absent Friend, interpretada por Ingvar Wixell. A canção monegasca terminou em nono lugar, tendo recebido um total de sete pontos. No ano seguinte, em 1966, o Mónaco fez-se representar com a canção Bien plus fort, interpretada por Téréza.

## Autores
- Letrista:  Jacques Mareuil
- Compositor: Raymond Bernard
- Orquestrador: Raymond Bernard

## Letra
A canção é de estilo "chanson, popular nos primeiros do Festival Eurovisão da Canção. Noël pede a um ouvinte identificado para "chamar o amor" que ela está esperando por ele e que ela tem 17 anos. Ela descreve os sentimentos dramáticos e espera ser envolvida no seu eventual encontro com ele.

## Outras Versões
- "Wann kommst du zu mir" (em alemão)